# Schliesharde
Die Schliesharde oder Schleiharde (dänisch: Slis Herred) war eine Harde in Schleswig. Noch heute ist sie als Landschaftsbezeichnung bekannt. Sie liegt zwischen Kappeln und Brodersby am Nordufer der Schlei. Die Tingstätte befand sich im späteren Kirchdorf Boren (1260 als Bornebul).
Die Halbinsel Angeln bestand in der Wikingerzeit aus zunächst fünf Harden. Diese waren im Istathesyssel zusammengefasst. Später kommt die Schliesharde zum Amt Gottorf, dem späteren Landkreis Schleswig.
In König Valdemars Erdbuch wird die Schliesharde 1231 unter anderem mit den Dörfern Rabenkirchen und Faulück, Grödersby, Dollrott, Scheggerott und Süderbrarup genannt. In einer „Dingeswinde“ (dän. Tingsvidne, einem gerichtlichen Attest) der Schliesharde von 1472 wurde die damalige Insel Arnis zum ersten Mal urkundlich als „Arnytze“ erwähnt.
Das Symbol der Schliesharde ist ein Hering mit Wellenzeichen, wie er auch in den Wappen Angelns und der Gemeinde Goltoft vorkommt. Der schwimmende Fisch deutet wahrscheinlich auf den ehemaligen Fischreichtum der Schlei hin. 
Ulsnis mit Hestoft und Kius und zwei Höfe aus Gunneby gehörten zeitweise zur Vogtei Ulsnis, die wiederum dem Domkapitel in Schleswig unterstand.